# Сухарев, Сергей Яковлевич
Серге́й Я́ковлевич Су́харев (19 апреля 1923, село Семёновское, Тульская губерния — 18 июня 1995, Минск) — Герой Советского Союза (30 октября 1943), подполковник (1970).

## Биография
Родился 19 апреля 1923 года в селе Семёновское (ныне Белёвского района Тульской области). Русский.
В 1939 году окончил 6 классов школы в селе Болото (Белёвский район). Работал в колхозе.
В Красной Армии — с февраля 1942 года. Участник Великой Отечественной войны: в марте 1942—марте 1944 — красноармеец, командир отделения разведки 314-го артиллерийского полка. Воевал на Западном, Центральном, Белорусском и 1-м Украинском фронтах. Участвовал в Курской битве (Орловской операции), освобождении Правобережной и Западной Украины (Житомирско-Бердичевской, Ровно-Луцкой и Проскуровско-Черновицкой операциях).
В ночь на 16 октября 1943 года с передовым отрядом в районе деревни Щитцы (Лоевский район Гомельской области Белоруссии) форсировал реку Днепр. Вёл разведку вражеских огневых точек и корректировал огонь дивизиона, в результате чего были уничтожены 2 миномётные батареи и 3 пулемётные точки противника.
За мужество и героизм, проявленные в боях, Указом Президиума Верховного Совета СССР от 30 октября 1943 года разведчику 314-го артиллерийского полка (149-я стрелковая дивизия, 65-я армия, Центральный фронт) ефрейтору Сухареву Сергею Яковлевичу присвоено звание Героя Советского Союза с вручением ордена Ленина и медали «Золотая Звезда».
В 1944 был направлен в Томск и там в апреле 1945 года окончил ускоренный курс Днепропетровского артиллерийского училища. Вернулся в 314-й артиллерийский полк младшим лейтенантом на должность командира взвода управления (2-й Украинский фронт). Участвовал в освобождении Австрии и Чехословакии.
После войны продолжал службу командиром взвода в артиллерии (в Центральной группе войск). С апреля 1948 года младший лейтенант С. Я. Сухарев — в запасе.
Вернулся на родину, работал заведующим хлебопекарней в Белёвском районе.
Вновь в армии с ноября 1949 года. В 1950 году окончил объединённые курсы усовершенствования командного состава Белорусского военного округа. Служил командиром огневого взвода, командиром батареи (в Белорусском военном округе). С сентября 1959 года служил в Ракетных войсках стратегического назначения (РВСН) командиром технической батареи, а затем начальником штаба местной обороны Минского арсенала РВСН. С марта 1970 года подполковник С. Я. Сухарев — в запасе.
Жил в Минске. Работал завхозом в Доме пионеров, в детско-юношеской спортивной школе.
Умер 18 июня 1995 года. Похоронен на Северном кладбище в Минске.

## Награды
- Герой Советского Союза (30.10.1943);
- орден Ленина (30.10.1943);
- орден Отечественной войны 1-й степени (11.03.1985);
- медаль «За боевые заслуги» (5.11.1954);
- другие медали.